# Luxembourg American Cemetery and Memorial

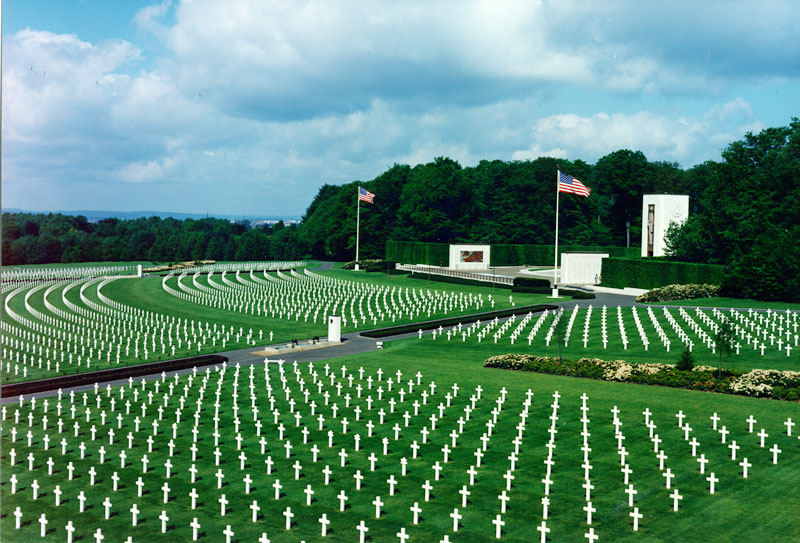
Friedhofspanorama

Das große Siegel der USA

Luxembourg American Cemetery and Memorial (dt.: Amerikanischer Friedhof mit Gedenkstätte in Luxemburg) ist ein amerikanischer Soldatenfriedhof mit Gedenkstätte in Luxemburg. Das etwa 21 Hektar große Areal befindet sich ungefähr drei Kilometer östlich von Luxemburg-Stadt im Vorort Hamm.

## Entstehungsgeschichte
Die deutsche Ardennenoffensive zum Ende des Zweiten Weltkrieges vom 16. bis 25. Dezember 1944 konnte durch die Alliierten unter großen Verlusten gestoppt werden. Die Amerikanischen Streitkräfte kämpften mit Luftstreitkräften und Bodentruppen, die durch die 12. (US)-Armeegruppe, der 1. (US)- und 3. (US)-Armee gestellt wurden. Der Soldatenfriedhof wurde zunächst als vorläufige Grabstelle ausgewählt und durch Angehörige der 5. (US)-Panzerdivision angelegt. Nach der Fertigstellung des Soldatenfriedhofs am 16. Dezember 1949 fanden hier 5076 Gefallene ihre letzte Ruhestätte. Die endgültigen Arbeiten wurden im Frühjahr des Jahres 1960 abgeschlossen und die Einweihung erfolgte am 4. Juli 1960. Luxemburg hat das Gelände der American Battle Monuments Commission, die es auch errichten ließ und betreut, auf unbegrenzte Zeit überlassen. Die ausführenden Architekten für den Friedhof und die Gedenkstätte waren Keally und Patterson aus New York City, während die Landschaftsgestaltung durch Alfred Geiffert Jr. ebenfalls aus New York City geleitet wurde.

## Allgemeine Beschreibung
Das Gelände enthält einen Besucherbereich, ein Denkmal, die Kapelle und die Grabreihen, in der Sichtachse steht im Hintergrund ein Fahnenmast, an dem die amerikanische Nationalflagge gehisst ist. Ein großes Eisentor mit Bärenfiguren, die einen Kranz aus Lorbeeren halten, bildet den Zugang zum Gelände. Auf den massiven Steinpfeilern sind vergoldete Adler aus Bronze errichtet. Die Gravur an den Pfeilern besteht aus dreizehn Tauben, welche die Gründerstaaten der USA symbolisieren sollen, die Grenzmauern werden von Hortensien geschmückt.

## Das Ehrenmal

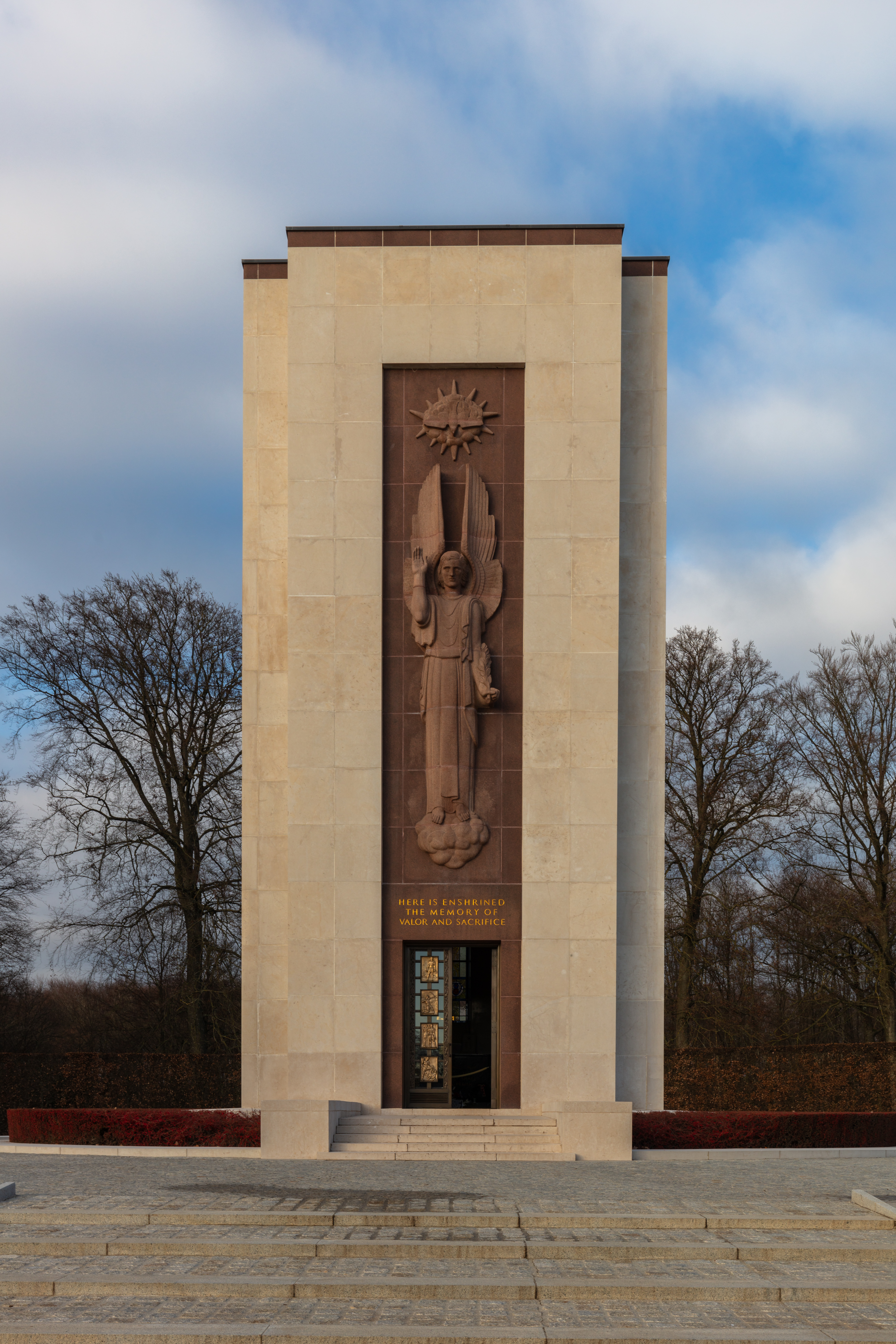
Ehrenmal

Den Mittelpunkt des Ehrenmals bildet eine auf einem Sockel in quadratischer Bauweise errichtete Kapelle. Die um die Kapelle gestaltete Terrasse erlaubt einen Überblick über die Gräberfelder. Auf an den Pylonen angebrachten Tafeln sind die Namen der vermissten Soldaten aufgelistet. Auf der aus Granit errichteten Terrasse sind in bronzenen Buchstaben die Worte General Eisenhowers zu lesen:
ALL WHO SHALL HEREAFTER LIVE IN FREEDOM

WILL BE HERE REMINDED THAT TO THESE MEN

AND THEIR COMRADES WE OWE A DEBT TO

BE PAID WITH GRATEFUL REMEMBRANCE OF THEIR SACRIFICE AND

WITH THE HIGH RESOLVE THAT THE CAUSE FOR WHICH THEY DIED SHALL LIVE ETERNALLY

ALLE DIE HIERNACH IN FREIHEIT LEBEN

WERDEN HIER DARAN ERINNERT DASS WIR DIESEN MÄNNERN

UND IHREN KAMERADEN EIN DANKBARES GEDENKEN IHRES OPFERS SCHULDEN

UND DEN FESTEN ENTSCHLUSS DASS DIE SACHE FÜR DIE SIE STARBEN EWIG BESTEHEN WIRD

## Der Ehrenhof
Auf den beiden Säulen des Ehrenhofes sind die Namen, die Dienstgrade und die Truppenzugehörigkeit von 371 vermissten Soldaten eingraviert, sie werden mit folgenden Worten geehrt:
HERE ARE RECORDED THE NAMES OF AMERICANS WHO GAVE THEIR LIVES IN THE SERVICE OF THEIR COUNTRY AND WHO SLEEP IN UNKNOWN GRAVES

HIER SIND DIE NAMEN DER AMERIKANER AUFGELISTET DIE IM DIENSTE IHRES LANDES IHR LEBEN HINGABEN UND IN UNBEKANNTEN GRÄBERN RUHEN
Im Ehrenmal werden in großen Wandmosaiken die einzelnen Phasen und militärische Operationen der Ardennenoffensive dargestellt.

## Die Kapelle

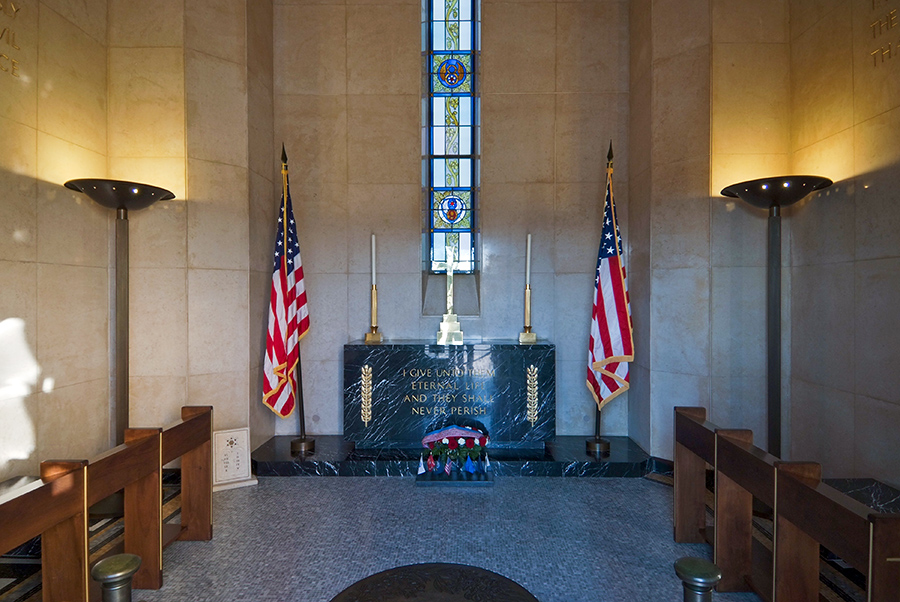
Inneres der Kapelle

Die Kapelle steht auf einem Podium, sie ist aus in Frankreich gefertigten Steinen errichtet. An der Ostseite fällt der Blick auf das an der Kapelle angebrachte Relief, welches das Siegel der Vereinigten Staaten von Amerika darstellt. Unterhalb dieses Siegels sind die Jahreszahlen 1941–1945 und ein Text eingraviert:
IN PROUD REMEMBRANCE OF THE ACHIEVEMENTS OF HER SONS AND IN HUMBLE TRIBUTE TO THEIR SACRIFICES THIS MEMORIAL HAS BEEN ERECTED BY

THE UNITED STATES OF AMERICA

IM STOLZEN GEDENKEN AN DIE LEISTUNG IHRER SÖHNE UND IN DEMÜTIGER BESCHEIDENHEIT ZU DEN OPFERN WURDE DIESES EHRENMAL VON DEN VEREINIGTEN STAATEN VON AMERIKA ERRICHTET
An der Westfassade ist das Wappen des Großherzogs von Luxemburg angebracht, darüber die Übersetzung des Widmungstextes ins Französische. Über dem Eingang steht die Skulptur eines Engels, der in der linken Hand einen Lorbeerkranz hält und die linke Hand zum Segen erhoben hat, über ihm in den Wolken fliegt eine Taube. Unterhalb der Skulptur ist im Fenstersturz der Tür folgender Satz eingemeißelt:
HIER WIRD DAS GEDÄCHTNIS AN

DIE TAPFERKEIT UND DIE OPFER BEWAHRT
Die Eingangstür ist aus Bronze, an denen acht Tafeln angebracht sind, auf jeder dieser Tafeln werden soldatische Tugenden symbolisiert. Das Innere der Kapelle ist an beiden Seitenwänden mit Inschriften versehen, der Altar wird von Nationalflaggen flankiert, dieser enthält eine Inschrift aus dem Evangelium nach Johannes:
I GIVE UNTO THEM ETERNAL LIFE AND

THEY SHALL NEVER PERISH

Ich geben ihnen ewiges Leben und

Sie werden in Ewigkeit nicht verloren gehen. (Johannes 10,28 )
Auf dem über dem Altar erbauten Glasfenster sind die Wappen der Oberkommandos eingearbeitet, die an der Schlacht im Zweiten Weltkrieg teilnahmen.

## Die Grabstätten

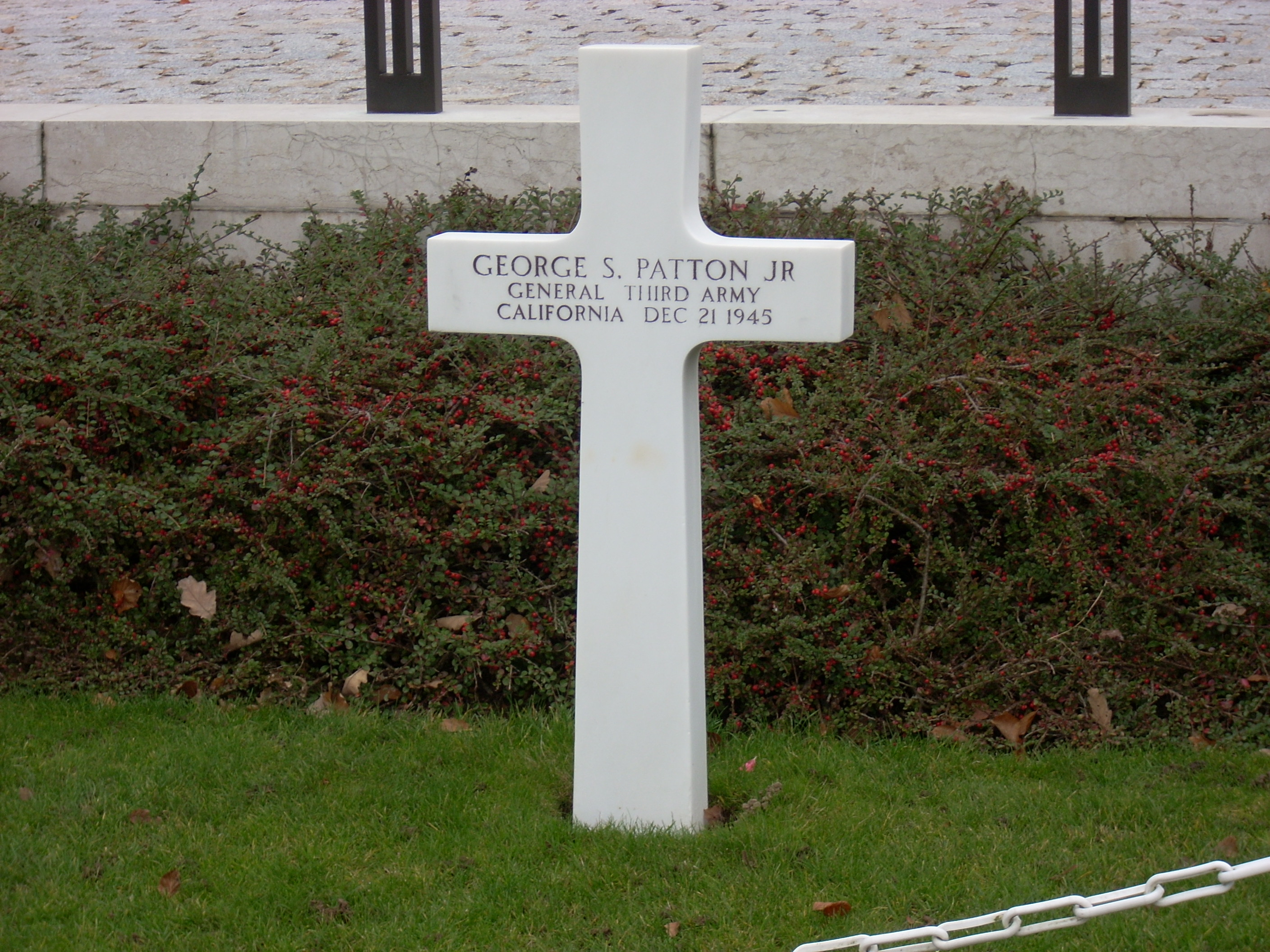
Grabstätte von General Patton

Die aus weißem Marmor errichteten Grabkreuze sind in neun Abteilungen aufgeteilt, die jüdischen Gräber tragen den Davidstern während die übrigen mit einem Kreuz ausgestattet sind. 101 Gräber sind für nicht identifizierte Gefallene errichtet. Innerhalb der Abteilungen sind die Grabreihen als Halbbögen angelegt und werden durch Gras und Wege unterteilt.
Mit der Grabstätte des General George S. Patton, Jr. wird diesem Soldatenfriedhof eine besondere Ehre zu Teil. General Patton verstarb am 21. Dezember 1945 in einem Heidelberger Militärhospital und wurde auf eigenen Wunsch auf dieser Kriegsgräberstätte, zwischen den beiden Fahnenmasten, beigesetzt. Die am Südende der Gräberfelder erbaute Plattform erlaubt einen weiten Überblick über die Grabreihen.

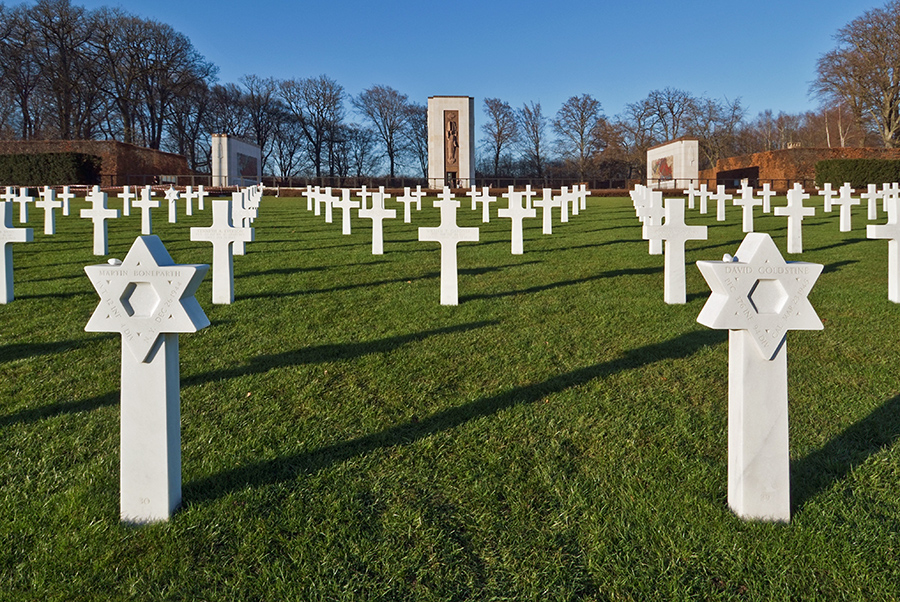
Jüdische Gräber
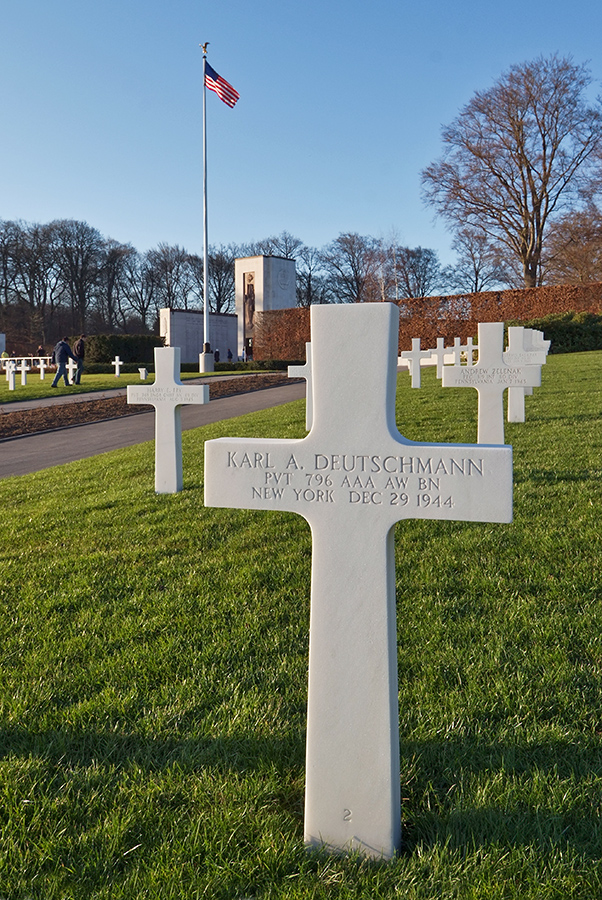
Einzelnes Grab
Ansicht

## Die gärtnerische Gestaltung
Das leicht abfallende Gelände wird durch Fichten, Buchen und Eichen abgegrenzt. An den Eingangsmauern sind Hortensien und Kletterpflanzen gesetzt, innerhalb des Friedhofgeländes stehen Rhododendren, des Weiteren wurden Buchenhecken zur Abgrenzung angebaut. Die Kapelle wird von Stechpalmen flankiert und unterhalb der Terrasse wachsen Eiben. Zwischen den Grabreihen und auf freien Plätzen blühen Polyantha-Rosen.
Die einfacher gehaltene Deutsche Kriegsgräberstätte Sandweiler liegt nur gut einen Kilometer Luftlinie entfernt. 